# Coll d'Agnes
El coll d'Agnes és un port de muntanya dels Pirineus que s'eleva fins als 1.570 msnm i que es troba al departament de l'Arieja, entre les comunes d'Aulús, a l'oest, Maçat, al nord, i Vic de Sòs, a l'est.

## Detalls de l'ascensió
Des d'Aulús l'ascensió té 10,2 quilòmetres de llargada, en què se superen 826 metres de desnivell, a una mitjana del 8,1%, i punts en què s'arriba a un desnivell del 10,6%.
Des de Maçat l'ascensió té 17,6 quilòmetres de llargada. En aquesta distància se superen 921 metres de desnivell, a una mitjana del 5,2% i punts en què s'arriba a un pendent del 8,2%. Aproximadament a uns 4 quilòmetres del cim hi ha la unió amb el Port de Lers.

## Aparicions al Tour de França
El coll d'Agnes es va pujar per primera vegada al Tour de França el 1988, i des de l'aleshores s'ha superat en cinc ocasions, sent la darrera el 2011.
| Any  | Etapa | Categoria | Inici etapa      | Final etapa   | Primer al cim           |
| ---- | ----- | --------- | ---------------- | ------------- | ----------------------- |
| 2017 | 13    | 1         | Sent Gironç      | Foix          | Alberto Contador (ESP)  |
| 2011 | 14    | 1         | Sent Gaudenç     | Plan de Belha | Sylvain Chavanel (FRA)  |
| 2009 | 8     | 1         | Andorra la Vella | Sent Gironç   | Mikel Astarloza (ESP)   |
| 2004 | 13    | 1         | Lanamesa         | Plan de Belha | Michael Rasmussen (DEN) |
| 1995 | 14    | 3         | Sent Orenç       | Guzet-Neige   | Marco Pantani (ITA)     |
| 1988 | 14    | 1         | Blanhac          | Guzet-Neige   | Robert Millar (GBR)     |